# Ferdinand Walsin-Esterházy
Charles Marie Ferdinand Walsin-Esterházy (16. prosince 1847, Paříž, Francie – 21. května 1923, Harpenden, Spojené království) byl důstojník ve francouzské armádě během druhé poloviny 19. století a jedna z hlavních postav tzv. Dreyfusovy aféry, kdy měl být odsouzen za špionáž a velezradu. Místo něho však byl odsouzen zcela nevinný důstojník Alfred Dreyfus.

## Životopis

### Mládí a vojenská kariéra
Brzy se stal sirotkem. Vystudoval Lycée Bonaparte v Paříži, ale pokoušel se marně vstoupit do École spéciale militaire de Saint-Cyr. V roce 1865 odešel z Francie a roku 1869 vstoupil do italské armády. V roce 1870 vstoupil Walsin-Esterházy do francouzské cizinecké legie a účastnil se prusko-francouzské války. Později se stal majorem.

### Dreyfusova aféra
Roku 1894 Walsin-Esterházy vyzradil německému vojenskému atašé v Paříži Maxmilienu von Schwarzkoppenovi technické parametry nových děl, změny ve formacích dělostřelectva a další choulostivé údaje. O této události se dozvěděl major Hubert Henry, přímého viníka se mu však nepodařilo zjistit. Protože Paříží tehdy zmítal antisemitismus, vina padla na Alfreda Dreyfuse, který byl jediný důstojník židovského původu ve francouzském generálním štábu. Dreyfus byl ve zmanipulovaném procesu odsouzen k doživotnímu pobytu na Ďábelské ostrovy ve Francouzské Guyaně. Pravý viník Walsin-Esterházy zůstal nepotrestán.
Roku 1896 byl Walsin-Esterházy odhalen velitelem kontrarozvědky Georgesem Picquartem. Jeho nadřízení však odmítli revizi procesu a Walsin-Esterházy zůstal opět nepotrestán.

### Odchod a smrt
Roku 1898 odešel do penze a odcestoval do Spojeného království, kde přiznal svou vinu. Poté si změnil příjmení na Voillemont a ve Velké Británii zůstal až do smrti. Je pohřben na hřbitově St. Nicholas v Harpendenu.